# Die Beet-Brüder
Die Beet-Brüder ist eine deutsche Doku-Soap, die seit 2014 auf VOX ausgestrahlt wird.

## Inhalt
Drei bis vier Gärtner mit teilweise professioneller, langjähriger Berufserfahrung werden engagiert, um Außenanlagen mit den Besitzern innerhalb von einer Woche neu zu gestalten. Die Wahl, bei welcher der Bewerbungen sie tätig werden, trifft der Diplom-Biologe Claus Scholz. Nach einer Besichtigung am ersten Tag vor Ort erstellt der gelernte Landschaftsgärtner Ralf Dammasch nach den Wünschen der Eigentümer einen Plan. Währenddessen fangen alle anderen Beteiligten mit den ersten Gartenarbeiten an. Baggerfahrer Henrik Drüen ist bis Staffel 7 der Maschinist auf den Baustellen. Gunnar Fichter unterstützt das Team mit seinen handwerklichen Fähigkeiten seit Staffel 6. Der jüngste Zugang ist Garten- und Landschaftsbaumeister Luis Roeder seit Staffel 8. Die in jeder Folge unterschiedlich gestalteten Gärten erhalten in der Regel am vorletzten oder letzten Tag Pflanzen und werden mit Rollrasen bestückt. Der fertige Garten wird am Ende mit einem Brennstempel versehen und somit symbolisch an die Eigentümer übergeben.

## Mitwirkende
Aktive Protagonisten:
- Ralf Dammasch, Landschaftsgärtner-Meister (seit Staffel 1)
- Claus Scholz, Dipl.-Biologe (seit Staffel 1)
- Gunnar Fichter, Heimwerker und Allrounder (seit Staffel 6)[2]
- Luis Roeder, Garten- und Landschaftsbaumeister (seit Staffel 8)[3]

Ehemalige Protagonisten:
- Ralf „Ralle“ Ender, Handwerker (Staffel 1)
- Henrik Drüen, Baggerfahrer (Staffel 2–7)[4]

## Entstehung der Serie
Eine Familie aus dem Hunsrück kontaktierte 2014 das Team der Fernsehserie Ab ins Beet! mit dem Wunsch, ob sie helfen würden, eine trostlose Wiese hinter ihrem Haus umzugestalten. Das Konzept, innerhalb von sieben Tagen einer Familie unter Berücksichtigung von deren Wünschen und mit Einbeziehung von deren Arbeitskraft einen Garten neu anzulegen, ging daraufhin in Serie.

## Produktion und Ausstrahlung
Die erste Folge (als Pilot) wurde am 8. Juni 2014 auf VOX ausgestrahlt. Sendezeitpunkt ist jeweils sonntags abends 19:15 Uhr. Seit der vierten Staffel werden Folgen teilweise schon um 18:10 Uhr gesendet, gehen dabei aber weiterhin bis 20:15 Uhr. Die Ausstrahlungen erreichen durchschnittlich über 5 Prozent Marktanteil für VOX. Insgesamt sind jedes Mal über 1 Million Zuschauer dabei.

## Staffeln
| Staffel | Folgen | Erstausstrahlung        |
| ------- | ------ | ----------------------- |
| 1       | 8      | 06.09.2015 – 25.10.2015 |
| 2       | 8      | 15.01.2017 – 05.03.2017 |
| 3       | 7      | 27.08.2017 – 08.10.2017 |
| 4       | 7      | 02.09.2018 – 21.10.2018 |
| 5       | 7      | 01.09.2019 – 13.10.2019 |
| 6       | 7      | 04.10.2020 – 08.11.2020 |
| 7       | 8      | 05.09.2021 – 24.10.2021 |
| 8       | 7      | 28.08.2022 – 09.10.2022 |
| 9       | 8      | 03.09.2023 – 22.10.2023 |
| 10      | 8      | 15.09.2024 – 03.11.2024 |

## Sonstiges
Claus Scholz ist bzw. war seit 2006 in vier verschiedenen Doku-Soaps des Senders Vox vertreten: Neben den Beet-Brüdern auch noch in Ab ins Beet!, Ab in die Ruine! und die Die Superchefs.
Bei der Goldenen Kamera 2018 stand die Sendung in der Rubrik „Bestes Dokutainment-Format“ zur Auswahl.
In Episode 5.03 haben die Beet-Brüder es erstmals nicht geschafft, einen Garten in sieben Tagen fertigzustellen. Restliche Arbeiten wurden am achten Tag beendet. Die Arbeiten in Folge 6.07 konnten ebenfalls erst am achten Tag beendet werden. Grund dafür war unter anderem ein Bruch an Claus’ Fuß, welchen er sich am siebten Tag während der Arbeiten zugezogen hatte. Die Beet-Brüder waren durch seine Arbeitsunfähigkeit somit in Unterzahl. Auch in Episode 7.02 und 7.08 konnten die aufwendigen Arbeiten erst am achten Tag beendet werden. Nach einem nahezu durchgehenden und teilweise starken Regen in den ersten sieben Tagen konnte der Garten aus Folge 9.06 erst am Mittag des achten Tages fertiggestellt werden.
Für die 2022 geplante Staffel konnten sich Zuschauer bewerben, die in der Sendung als Teil der Beet-Brüder auftreten wollten.